# Agathomyia fenderi
Agathomyia fenderi är en tvåvingeart som beskrevs av Kessel 1949. Agathomyia fenderi ingår i släktet Agathomyia och familjen svampflugor.
Artens utbredningsområde är Oregon. Inga underarter finns listade i Catalogue of Life.